# Подорож до центру Землі (фільм, 1989)
«Подорож до центру Землі» (англ. Journey to the Center of the Earth) — пригодницький науково-фантастичний фільм виробництва США.

## Сюжет
Герої через жерло вулкана проникають в невідомий людству світ, де їх чекає маса небезпечних пригод.

## У ролях
- Емо Філіпс — Німрод
- Пол Карафотс — Річард
- Жаклін Бернштейн — Сара
- Кеті Айрленд — Ванда Сакнуссем
- Джанет Ду Плессі — генерал Риков / Шенк
- Ніколя Каупер — Крістіна
- Лохнер Де Кок — професор Гальбу
- Ілан Мітчелл-Сміт — Браян
- Альберт Марітц — Маго / Кепплі / лаборант
- Джефф Челентано — Тола
- Саймон Поланд — Родерман / перукар
- Джеремі Кратчлі — Біллі Фол
- Джанін Бонолло — троль-дівчина
- Міра Чейсен — місіс Веллінгтон
- Бені Чоппер — Бернард
- Еріка Делпорт — Ванда номером один
- Маріус Ду Плоой — Вільям Веллінгтон
- Джеймс Літгоу — Дональдсон
- Лінда Маршалл — міс Феррі
- Соллі Ндлойу — солдат
- Сонто Ндлойу — солдат
- Сідні Радебе — солдат
- Рассел Савадье — Локі / репортер
- Пітер Генрі Шредер — батько
- Шарлотта Стюарт — мати
- Лейсл ван ден Берг — Берроуз